# Hemocel
Hemocel (sau haemocoel) este reprezintă cavitatea internă (spațiile lacunare dintre organe) a corpului animalelor cu sistemul circulator de tip deschis. Acest tip de sistem se întâlnește la majoritatea artropodelor și moluștelor. Hemocelul este umplut cu hemolimfă – sângele animalelor sus-numite.